# Illiberis kaszabi
Illiberis kaszabi es una especie de mariposa de la familia Zygaenidae.
Fue descrita científicamente por Daniel en 1970.